# Vojtěch Machek
Vojtěch Machek (Ostrava, 28 februari 1990) is een Tsjechisch voetballer die als middenvelder speelt.
Hij begon bij FK Baník Sokolov en kwam via Sparta Praag in 2007 in de jeugdopleiding van Feyenoord dat hem in het seizoen 2009/10 verhuurde aan Excelsior. In het seizoen 2010/11 speelde hij op amateurbasis bij Helmond Sport. In het seizoen 2011/12 speelt Machek voor 1. FC Karlsbad in de ČFL.

## Statistieken
| Seizoen        | Club             | Land      | Competitie             | Wed. | Goals |
| -------------- | ---------------- | --------- | ---------------------- | ---- | ----- |
| 2009/10        | Excelsior        | Nederland | Eerste divisie         | 9    | 0     |
| 2010/11        | Helmond Sport    | Nederland | Eerste divisie         | 5    | 0     |
| 2011/12        | FK Baník Sokolov | Tsjechië  | Fotbalová národní liga | 12   | 2     |
| 2012/13        | FK Baník Sokolov | Tsjechië  | Fotbalová národní liga | 26   | 1     |
| 2013/14        | FK Baník Sokolov | Tsjechië  | Fotbalová národní liga | 24   | 0     |
| 2014/15        | FK Baník Sokolov | Tsjechië  | Fotbalová národní liga | 27   | 0     |
| 2015/16        | FK Baník Sokolov | Tsjechië  | Fotbalová národní liga | 26   | 0     |
| 2016/17        | FK Baník Sokolov | Tsjechië  | Fotbalová národní liga | 27   | 0     |
| 2017/18        | FK Baník Sokolov | Tsjechië  | Fotbalová národní liga | 26   | 0     |
| Totaal         | Totaal           | Totaal    | Totaal                 | 182  | 3     |
| Bijgewerkt tot | 28 juli 2010     |           |                        |      |       |

## Trivia
- Zijn naam wordt vaak foutief gespeld in Nederland, namelijk Voitek Machek.